# グアドループ

グアドループ
Guadeloupe

グアドループ（Guadeloupe、アンティル・クレオール語: Gwadloup）は、カリブ海に浮かぶ西インド諸島のなかのリーワード諸島の一角をなす島嶼群であり、フランスの海外県である。
最も大きい島はバス・テール島とグランド・テール島で、このふたつでグアドループ島を構成している。ほかに、マリー・ガラント島、ラ・デジラード島、プティト・テール諸島、レ・サント諸島などの島々からなる。サン・マルタン島とサン・バルテルミー島はグアドループに属していたが、2007年にグアドループから分離してそれぞれ独自のフランス海外準県となった。
面積1,703km2、人口403,800人（2014年1月1日）。時間帯はUTC-4、国番号は590で、ドメイン名は.gpである。

## 歴史
島名のグアドループとは、スペインのサンタ・マリア・デ・グアダルーペ王立修道院に祀られたグアダルーペの聖母にちなむ。新大陸発見へのとりなしを感謝したクリストファー・コロンブスが名付けた。
- 1493年 - クリストファー・コロンブス上陸
- 1635年 - フランス領有
  - 黒人奴隷制によるサトウキビ栽培で発展
- 1759年 - 英軍占領（ - 1763年）
- 1794年 - 英軍上陸、撃退
- 1810年 - 英軍占領（ - 1816年）
- 1813年 - 英軍よりスウェーデンに譲渡されるも、翌1814年にフランスに返還
  - フアダループ基金が設立
- 1848年 - 奴隷制廃止
- 1946年 - フランス海外県に移行する
- 2002年 - ユーロ流通
- 2007年 - サン・マルタン-サン・バルテルミー郡にある、セント・マーチン島とサン・バルテルミー島がそれぞれ独自でのフランス海外準県に昇格

## 政治
フランスの海外県である。グアドループ海外県はフランス国民議会に4名、元老院に2名の代表を送る権利を持つ。
かつてサン・マルタン＝サン・バルテルミー郡を構成していたサン・マルタン島とサン・バルテルミー島は独自の地方議会を有していた。しかし、グアドループの一部ではなく独自の行政区となることを望んで2003年の投票でグアドループからの分離を選び、2007年2月22日にサン・マルタン島とサン・バルテルミー島はそれぞれフランス海外準県になった。
1980年代にグアドループの独立運動が盛んになり、カリブ革命同盟 (ARC) などの独立派がある。1984年、独立を目指すカリブ革命同盟がフランス本土で過激な爆弾テロの事件を起こしたため、フランス政府は戦闘的な自治運動組織であるカリブ革命同盟を非合法化した。

## 地理

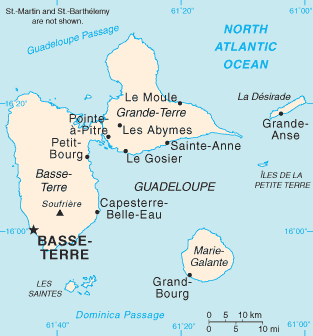
グアドループの地図

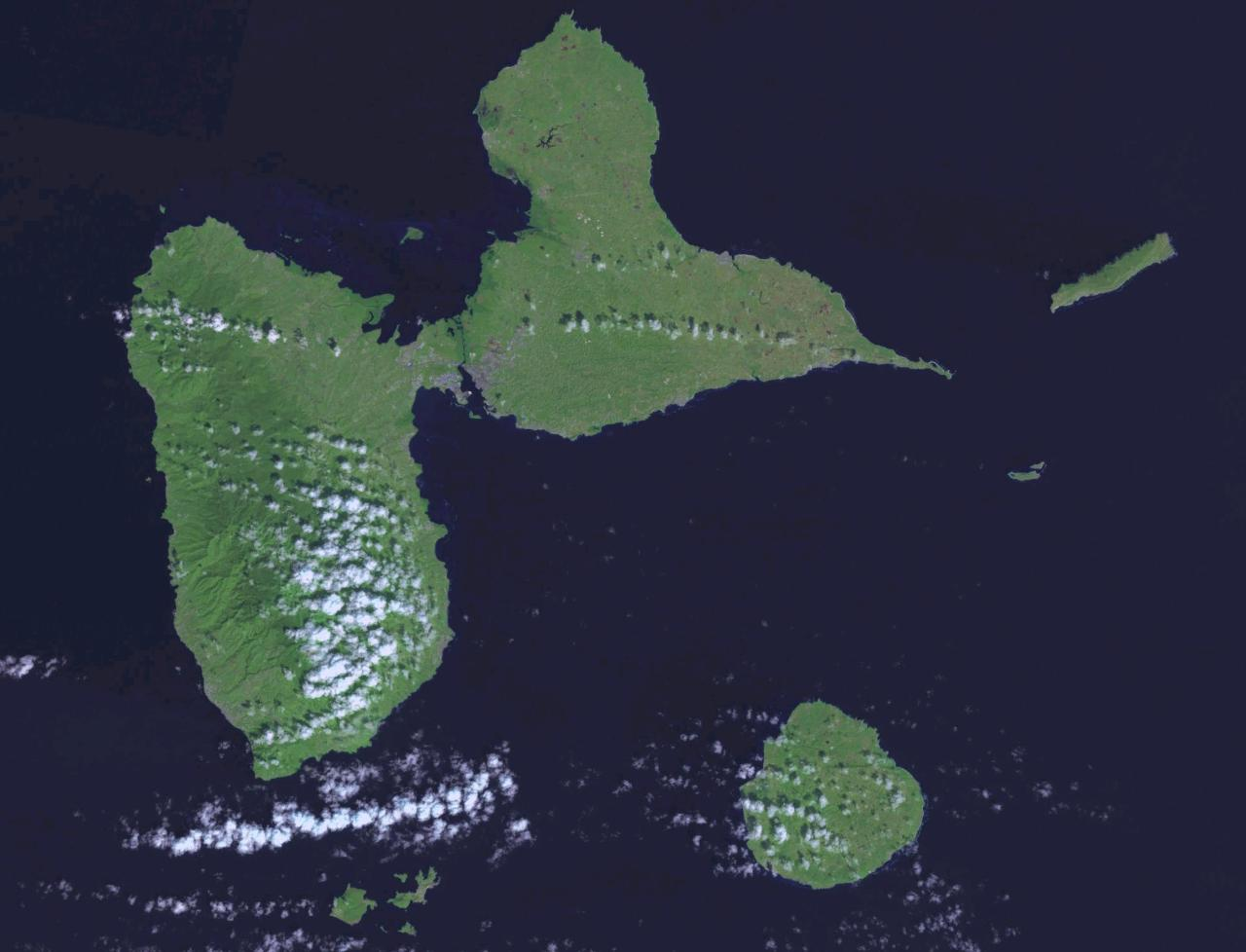
グアドループの衛星写真

グアドループの主島グアドループ島は蝶が羽を広げたような形をしている。西側のバス・テール島とすぐ隣にある東側のグランド・テール島は狭い水路であるサレ川を挟んで繋がっており、この二島がグアドループ島を構成する。西側のバス・テール島は起伏の激しい火山島（最高峰は1,467mのスフリエール山）で、島の中央部には樹木の密集した熱帯雨林が広がり、西部の海岸は火山性の黒浜である。一方、東部のグランド・テール島は石灰岩からなる標高の低い島で、海岸は白砂が多い。一帯はユネスコの生物圏保護区に指定されている。
北部のグラン・キュル＝ド＝サック・マランにはラグーン、汽水域、サンゴ礁、干潟、海草の藻場、マングローブ、淡水湿地林などがあり、ラムサール条約の登録地である。ラグーンにはアオウミガメ、魚類、海綿動物、ウミトサカ類、ウニ、シカツノサンゴなどが生息し、マングローブにはアンティルカオジロヘラコウモリ、ドミニカアメリカムシクイ、グアドループキツツキおよびカッショクペリカンを含むペリカン類、アジサシ類、バン類、カモ類、サギ類、カワセミ類などの渡り鳥が生息している。

## 経済
砂糖とバナナが経済の中心で、観光産業も盛んである。フランス、欧州連合（EU）からの多大な援助でグアドループの経済は成り立つ。

## 交通
- ポワンタピートル国際空港

## 住民と文化
近代奴隷制以来、アフリカ系、混血のクレオール人がほとんどで、少数だがヨーロッパ系白人（主にフランス人）や印僑、華人などがいる。言葉はフランス語とクレオール語で、宗教はカトリックがほとんどである。
住民の間で流行しているグォカの音楽、クレオール語の歌唱とダンスは2014年にユネスコの無形文化遺産に登録された。

## 出身者
- サン＝ジョン・ペルス - 詩人（ノーベル文学賞受賞）
- デュゴミエ将軍 - フランス革命期の軍人
- ジョゼフ・サン＝ジョルジュ - 音楽家
- フィルミーヌ・リシャール - 女優
- マリーズ・コンデ - 作家
- マリユス・トレゾール - 元サッカー選手
- リリアン・テュラム - 元サッカー選手
- ジョスリン・アングロマ - 元サッカー選手
- パスカル・シンボンダ - 元サッカー選手
- トマ・レマル - サッカー選手
- ディミトリ・フルキエ - サッカー選手
- ダヴィド・フロリヴァル - サッカー選手
- クラウディオ・ボーヴュ - サッカー選手
- マリー＝ジョゼ・ペレク - 陸上競技選手
- クリスティーン・アーロン - 陸上競技選手
- テディ・リネール - 柔道家
- ミカエル・ジェラバル - バスケットボール選手
- フローラン・ピートラス - バスケットボール選手
- ミカエル・ピートラス - バスケットボール選手
- ロドリグ・ボーボワ - バスケットボール選手